# Takashi Hashiguchi
Takashi Hashiguchi (jap. 橋口 たかし, Hashiguchi Takashi, eigentlich 橋口 隆志; * 2. Juni 1967 in der Präfektur Tokio, Japan) ist ein japanischer Manga-Zeichner.

## Leben
Takashi Hashiguchi gewann 1987 einen Preis des Kodansha-Verlags als bester Nachwuchszeichner. Diese Auszeichnung führte dazu, dass er im Jahr 1988 seinen ersten Manga als professioneller Zeichner veröffentlichen konnte. Die als Combat Teacher betitelte Kurzgeschichte erschien im sich an junge Erwachsene richtenden Manga-Magazin Young Magazine, in dem unter anderem auch Ghost in the Shell von Masamune Shirow und Akira von Katsuhiro Otomo veröffentlicht wurden. Kurz nach der Veröffentlichung von Combat Teacher wollte er eine Karriere als Entertainer gemeinsam mit einem Freund starten. Da die beiden als Takeshi Takashi keinen Erfolg hatten, wandte sich Hashiguchi 1991 wieder dem Manga-Zeichnen zu.
Während sein Debüt-Werk in einem Seinen-Magazin des Kodansha-Verlags erschien, schuf er von da an hauptsächlich Mangas, die sich an Grundschüler richteten und die der Shogakukan-Verlag publizierte. Für das Coro-Coro-Magazin zeichnete er Kinniku Kurabu und Chie-bā-chan no chiebukuro sowie den an das Videospiel Street Fighter II angelehnten Yonkoma-Manga Suto II Bakusho!! Yon-koma Gag Gaiden. 1996 zeichnete Hashiguchi erstmals für das Manga-Magazin Shōnen Sunday, das sich an eine etwas ältere Zielgruppe als das Coro Coro richtet.
Von Dezember 1997 bis August 2000 ist Chōsoku Spinner im Coro Coro erschienen, eine Manga-Serie über Jo-Jos, die von November 1998 bis September 1999 auch als 22-teilige Anime-Serie umgesetzt wurde. Sport oder die Verwirklichung von Kindheitsträumen waren auch ein zentrales Thema in seinen nächsten Arbeiten, Windmill und Scissors. Windmill erzählt von der Oberschülerin Taki, die eine begeisterte Bowling-Spielerin ist und zufällig zum Handball gelangt. Für diese Sportart scheint sie großes Talent zu besitzen. Scissors handelt von einem Jungen, der nach Tokio geht, um dort der beste Friseur Japans zu werden.
Eine ähnliche Handlung wie Scissors weist Hashiguchis nächster Manga, Yakitate!! Japan, auf. Darin geht es um Kazuma Azuma, der nach Tokio aufbricht, um sein Talent im Brotbacken unter Beweis zu stellen und seinen Traum, ein japanisches Nationalbrot zu backen, zu verwirklichen. Yakitate!! Japan erschien von 2001 bis 2007 im Shōnen Sunday und ist mi 26 Bänden Hashiguchis bislang längster und erfolgreichster Comic. Der Manga wurde mit dem Shōgakukan-Manga-Preis ausgezeichnet, unter anderem ins Deutsche und Französische übersetzt und ab Herbst 2004 als Anime verfilmt.

## Werke (Auswahl)
- Combat Teacher (コンバットティチャー, Kombatto Tichā), 1988
- Kinniku Kurabu (筋肉倶楽部), 1991
- Chie-bā-chan no Chiebukuro (チエばーちゃんの知恵ブクロ), 1992
- Suto II Bakusho!! Yon-koma Gag Gaiden (ストII爆笑!!4コマギャグ外伝), 1993
- Caster mairu zo! (キャスター参るゾ!, Kyasutā mairu yo!), 1995
- Chōsoku Spinner (超速スピナー, Chōsaoku Supinā), 1997–2000
- Windmill (ウィンドミル, Windomiru), 1997–2001
- Scissors (シザーズ, Shizāzu), 2000–2001
- Yakitate!! Japan (焼きたて!!ジャぱん), 2001–2007
- Saijō no Meii (最上の命医), 2008–2010

## Quelle
- Biografie bei Egmont Manga und Anime (Memento vom 31. März 2008 im Internet Archive) auf manganet.de

| Personendaten    | Personendaten              |
| ---------------- | -------------------------- |
| NAME             | Hashiguchi, Takashi        |
| ALTERNATIVNAMEN  | 橋口 たかし (japanisch)    |
| KURZBESCHREIBUNG | japanischer Manga-Zeichner |
| GEBURTSDATUM     | 2. Juni 1967               |
| GEBURTSORT       | Präfektur Tokio, Japan     |